# Busse-Denkmal

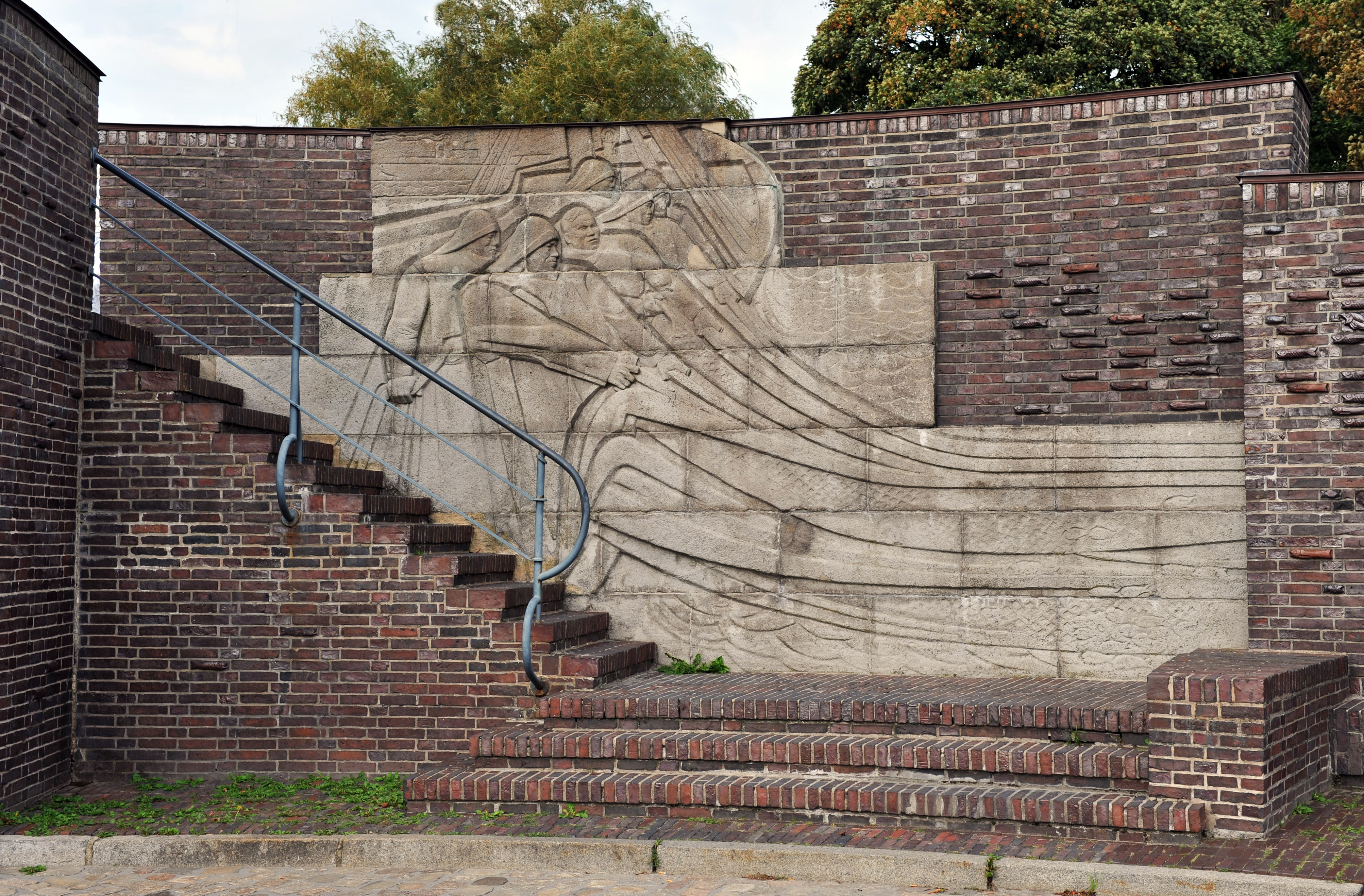
Das Busse-Denkmal im Jahr 2009

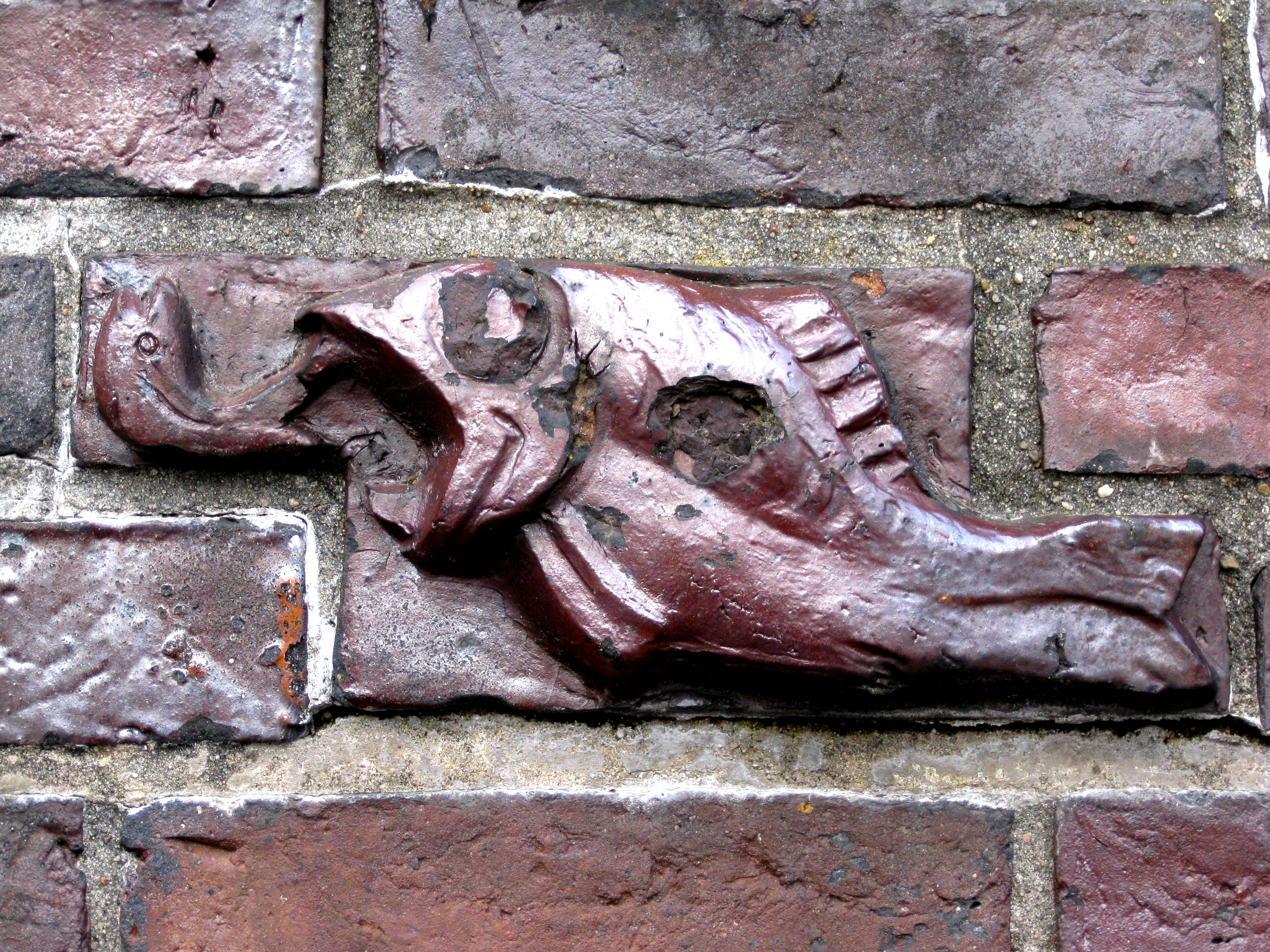
Detail an der West-Seite des Denkmals

Das Busse-Denkmal ist eine Gedenkstätte in  Bremerhaven, Stadtteil Geestemünde am linken Ufer der Geeste am Fuß des östlichen Brückenkopfes der Alten Geestebrücke. Es wurde 1936 nach einem Entwurf des Hamburger Architekten Fritz Höger errichtet. Es erinnert an die Indienststellung des Fischdampfers Sagitta durch den Reeder Friedrich Busse im Jahr 1885, die den Beginn der modernen Hochseefischerei in Deutschland markiert.
Das Denkmal steht seit 1978 unter Bremer Denkmalschutz.

## Geschichte
Anlässlich der 50. Wiederkehr des Tages, an dem mit der Indienststellung des Dampfers Sagitta das Zeitalter der modernen Hochseefischerei in Bremerhaven anbrach, plante die Industrie- und Handelskammer zu Wesermünde die Errichtung zweier Ehrenmale. Eines sollte an die Pionierleistung des Reeders Friedrich Busse erinnern, das zweite an alle Seeleute, die in Ausübung ihrer Tätigkeit ums Leben gekommen waren. Während die Gedenkstätte für die Seefahrer Planung blieb, konnte für die Realisierung des Busse-Denkmals der renommierte Architekt Fritz Höger verpflichtet werden. Das Denkmal wurde 1936 im Beisein von Hermann Göring eingeweiht.
Höger schuf im Stil des späten Backsteinexpressionismus einen aus Klinkern gemauerten Halbbogen. An dessen Innenseite zeigt am linken Rand ein Relief in stilisierter Form Hochseefischer bei ihrer Arbeit, auf der Rückseite erinnert eine Inschrift an Friedrich Busse. Ausgeführt wurde Högers Entwurf vom Baugeschäft des Maurermeisters Dietrich Dehning aus Geestemünde.

Die außen umlaufende Inschrift lautet: